# Lluís I Gonzaga-Nevers
Lluís I Gonzaga-Nevers -en italià Ludovico Gonzaga-Nevers- (Màntua, Ducat de Màntua, 18 de setembre de 1539 -Nesle, 23 d'octubre de 1595) era un noble de la Casa de Gonzaga, fill del duc de Màntua i marquès de Montferrat Frederic II Gonzaga (1500 - 1540) i de Margarida Paleòloga de Montferrat (1510 - 1566). Amb el seu casament, va assumir la titularitat del ducat de Nevers i del comtat de Rethel.
Als deu anys, va ser enviat a la cort francesa per ser educat amb els fills de la família reial dels Valois. Va ser, doncs, company d'infància del rei Francesc II de França, i ja naturalitzat francès va ser conseller polític del duc d'Anjou, el futur rei Enric III de França, membre influent del consell reial i en diverses ocasions cap de l'exèrcit reial, essent una de les personalitats més importants del període de les guerres de religió a França.
Lluitant pel rei de França Enric II, va ser fet presoner pels espanyols en la batalla de Sant Quintí (1557) i en va ser alliberat pagant un fort rescat.
El 4 de març de 1565 es va casar amb Enriqueta de Cleves (1542 - 1601) duquessa de Nevers i comtessa de Rethel, filla del duc Francesc I (1516 - 1561) i de Margarida de Borbó (1516 - 1589). El matrimoni va tenir cinc fills: 
- Caterina (1568 - 1629), casada amb Enric I d'Orleans (1568 - 1595).
- Enriqueta (1571 - 1601), casada amb Enric de Lorena (1578 - 1621).
- Frederic (1573 - 1574)
- Francesc (1576 - 1580)
- Carles (1580 - 1637), casat amb Caterina de Lorena (1585 - 1618).

Profundament catòlic, es va distingir en moltes ocasions en la lluita contra els hugonots. Va participar en la Massacre del dia de Sant Bartomeu i va animar la monarquia a mantenir-se ferma contra els rebels. La seva hostilitat envers els favorits del rei, i envers els protestants el va portar en diverses ocasions a distanciar-se d'Enric III, però es va negar a unir-se a la Santa Lliga de París. Amb l'arribada d'Enric IV, es va mantenir neutral durant un temps abans d'unir-se al seu partit i lluitar per ell. De fet, inicialment havia encoratjat la candidatura de Carles II de Borbó, Cardenal de Vendôme, al tron de França, però finalment va unir-se al rei, que el va nomenar ambaixador extraordinari a la Santa Seu per negociar una reconciliació amb l'Església. Més tard, va ser enviat a lluitar contra el duc de Parma. Però Lluís va morir als 56 anys pocs dies després de la presa de Cambrai.